# Hermann Löns
Hermann Löns (Culm, 29 augustus 1866 - Loivre, 26 september 1914), ook bekend onder het pseudoniem Fritz von der Leine,  was een Duitse journalist, zoöloog, schrijver en dichter.
Löns is de auteur van het Engeland-Lied, dat door de Duitse Wehrmacht in het begin van de Tweede Wereldoorlog frequent werd gezongen. Zijn literaire werk stond in het teken van het platteland van Noord-Duitsland, met name dat van de Lüneburger Heide en het dierenleven aldaar. Hij was op zijn best in beschrijvingen van de natuur en in het dichten van volksliederen, waar vooral de toenmalige jeugdbeweging mee wegliep. In zijn journalistieke werk alsook in zijn romans deed hij zich kennen als een behoudende nationalist, die niet vrij was van antisemitische denkbeelden.
Löns' roman Der Wehrwolf (1910), die niet ging over weerwolven, maar over groepjes vrijheidsstrijders tijdens de Dertigjarige Oorlog (1618-1648), die zich tegen de vijand weerden als wolven (met de wolfsangel als symbool), was in 1944 en 1945 verplichte lectuur voor o.a. de Hitlerjugend. Door dit werk geïnspireerd, vormden zich in 1944 op initiatief van Josef Goebbels de strijdgroepen, die als Werwölfe terreuraanslagen tegen de geallieerden moesten verrichten.

## Levensloop
Löns werd geboren in Culm in West-Pruisen, waar zijn vader leraar aan het gymnasium was. Toen hij een jaar oud was, werd zijn vader overgeplaatst naar Deutsch Krone. Hier groeide Löns op en bezocht het gymnasium. In 1884 verhuisde de familie naar Münster, waar Löns het gymnasium afrondde. Vervolgens begon hij aan een studie medicijnen in Greifswald en Göttingen en wisselde in 1889 naar een studie natuurwetenschappen in Münster. Löns was, zoals vele leeftijdgenoten,  in die tijd lid van sterk patriottistische en nationalistische studentenverenigingen. Löns rondde zijn studies echter niet af, deels uit geldgebrek, maar wellicht mede, omdat hij van tijd tot tijd te veel alcoholische dranken gebruikte. In de jaren negentig begon hij in Hannover  als journalist te werken, van 1906 tot 1909 vaak vanuit zijn stamkroeg te Bückeburg, en schreef gedichten en novellen.
Löns was weinig gelukkig in de liefde. Van zijn eerste vrouw scheidde hij in 1901 na een achtjarig huwelijk, waarin zijn vrouw vijf miskramen had. In 1902 trouwde hij een dochter van de regionaal bekende landschapsschilder Gustav Hausmann, zijn collega-journaliste Lisa Hausmann (1871–1955). Zij schonk Hermann een zoon Dettmer (1906-1968), die echter blijvend verstandelijk en lichamelijk gehandicapt was. Löns zou daarnaast enige buitenechtelijke relaties hebben gehad.  
Pas tegen het eind van zijn (tamelijk kortstondige) leven werd hij, met name dankzij zijn romans zoals bijvoorbeeld Der Wehrwolf (1910) en Das zweite Gesicht (1911), een geliefde literaire persoonlijkheid.
Zoals zoveel andere Duitsers meldde ook Löns zich na het uitbreken van de Eerste Wereldoorlog, ondanks zijn matige conditie en gezondheid, als 48-jarige vrijwilliger in het Deutsches Heer (Duitse leger). Hij sneuvelde tijdens een patrouille in Loivre in het Franse departement Marne, slechts drie weken nadat hij in dienst was getreden. In 1934 werd hij herbegraven in Duitsland. Tijdens de naziperiode genoot zijn werk- omdat het de natuur, de folklore en de tradities van het Duitse platteland verheerlijkte en daardoor goed paste binnen de denkbeelden van de Völkische Bewegung - als zogeheten Heimatkunst een grote populariteit.
Hermann Löns' stoffelijk overschot werd in Frankrijk opgegraven en in Duitsland bijgezet; in 1935 werd het lichaam, ondanks protesten van Löns' weduwe, in een pompeuze, door veel hoge officieren bijgewoonde plechtigheid, nabij Walsrode herbegraven.
Löns' verdienste is vooral, dat hij, o.a. door aansprekende en geslaagde woordkeuzes, reeds aan het begin van de 20e eeuw de aandacht van het publiek op de schoonheid van de Duitse natuur wist te vestigen. Zijn geschriften zetten velen ertoe aan, in de eerste plaats op de Lüneburger Heide, maar later ook elders in Duitsland, initiatieven tot, ook door vaderlandsliefde gemotiveerde, natuurbescherming te nemen. Ook wist Löns, die een hartstochtelijk jager was, binnen jagerskringen nadrukkelijk de aandacht op wildbeheer en weidelijk jagen te brengen.
Diverse geschriften van Hermann Löns, waaronder de in onderstaande bibliografie met *) gemerkte werken, zijn in het Nederlands vertaald, vooral kort voor de Tweede Wereldoorlog. De Nederlander Jac. Gazenbeek, die veel schreef over de natuur op de Veluwe, is hoogstwaarschijnlijk sterk door Löns beïnvloed.
Met - volgens de Hermann Löns Vereniging - 139 gedenkplaatsen is hij een van de meest herdachte personen in Duitsland.

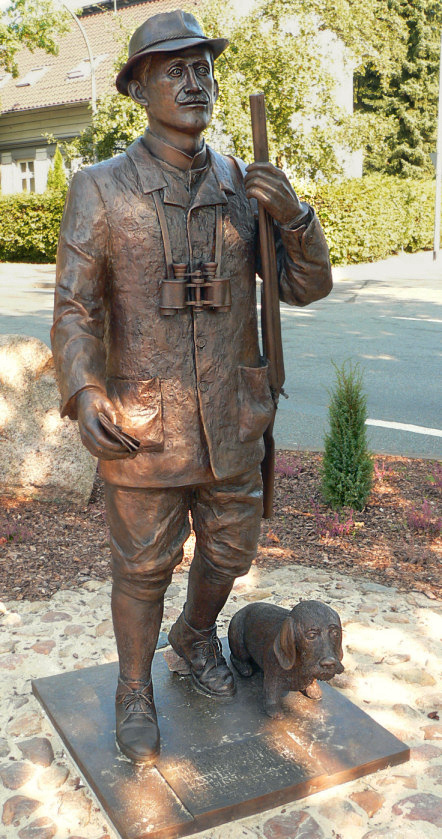
Standbeeld van Hermann Löns in Walsrode
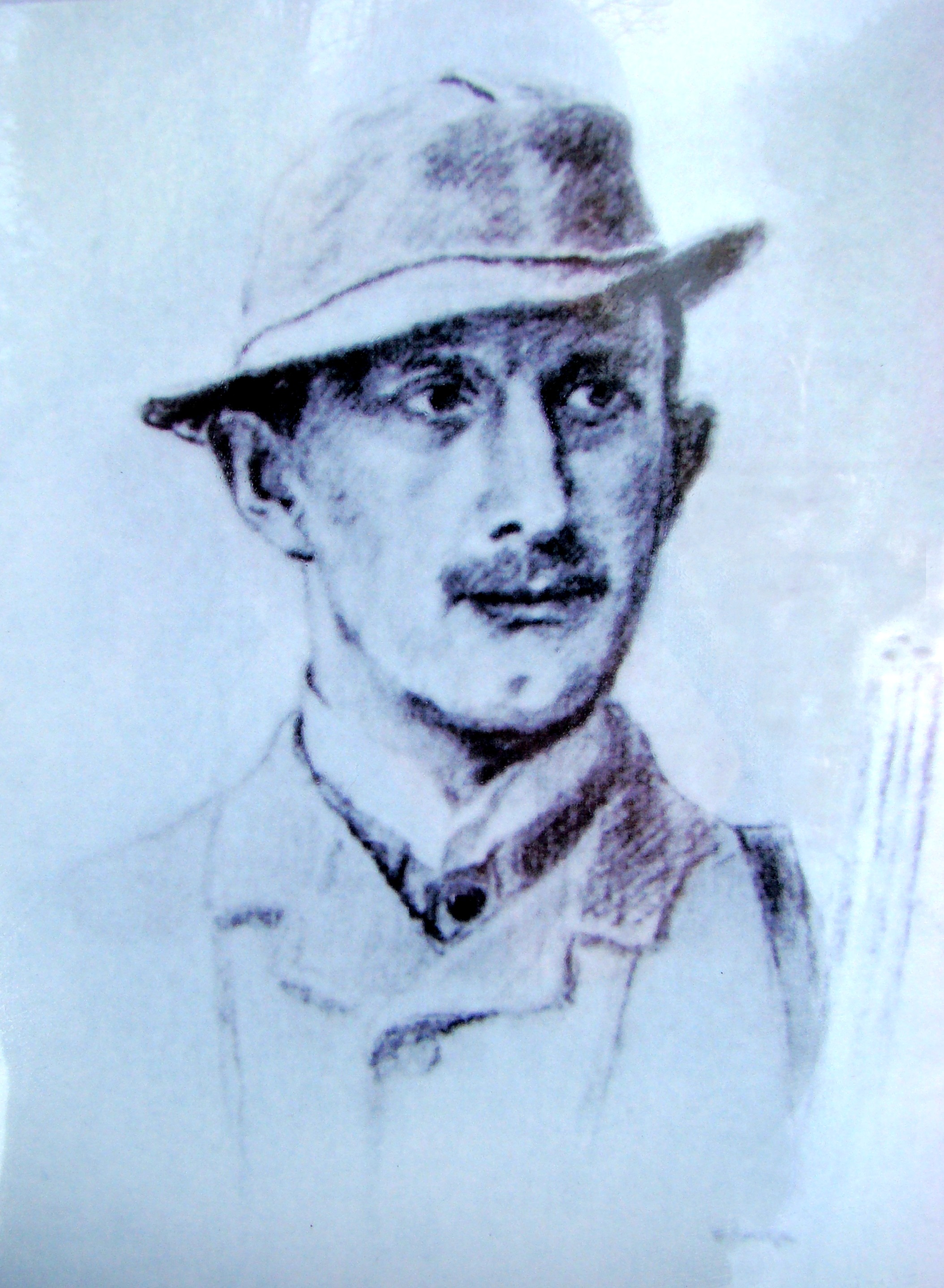
Schets van Hermann Löns
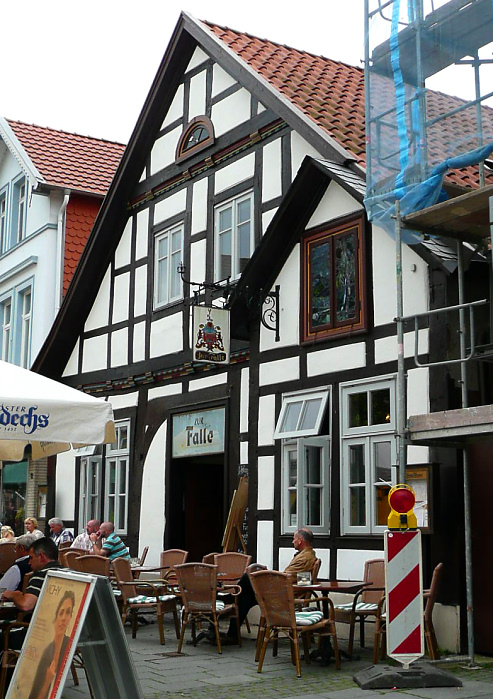
Bückeburger herberg Zur Falle, waar Löns aan krantenartikelen werkte
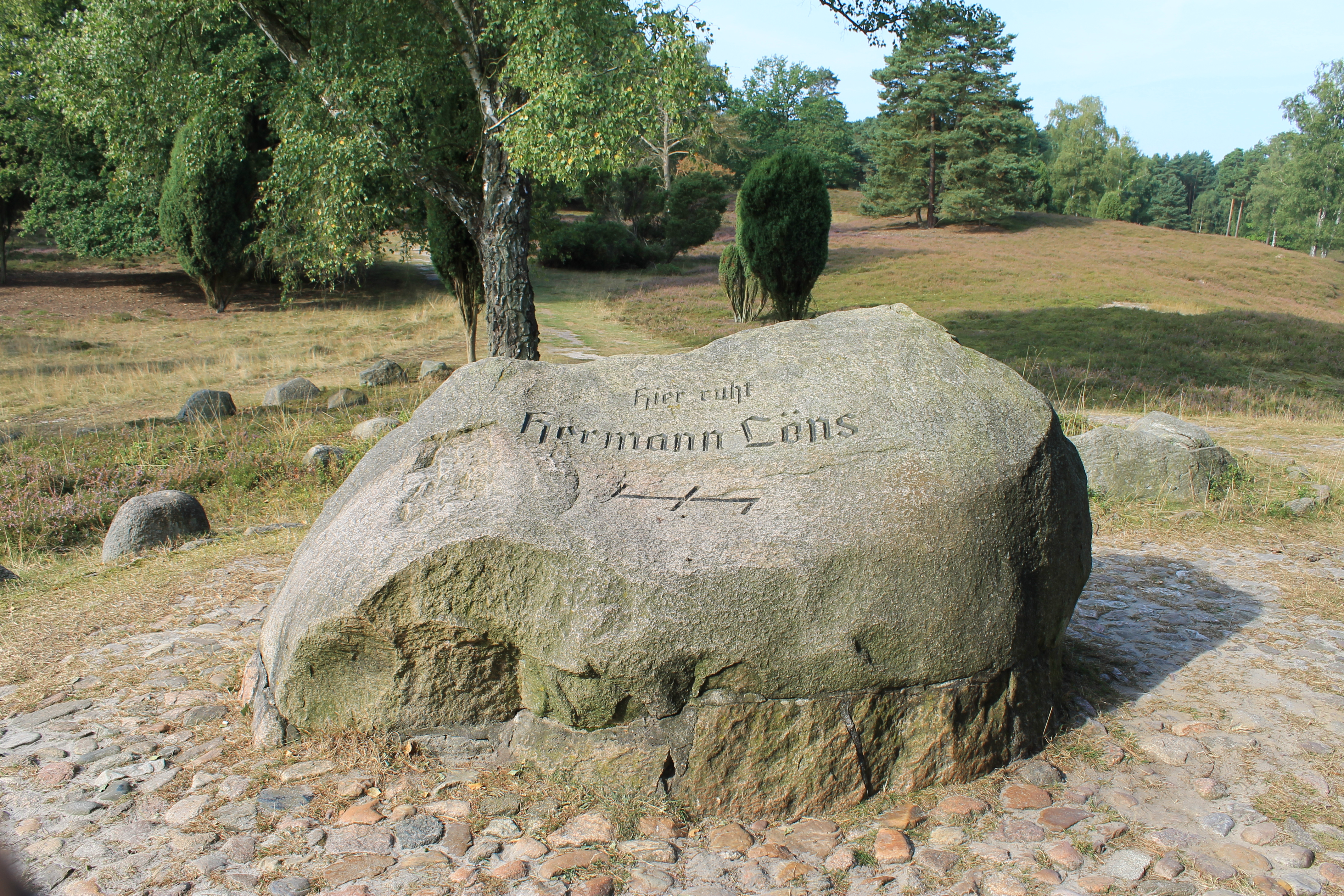
Löns' graf (1935) onder een zwerfsteen in het Tietlinger jeneverbesbos bij Walsrode

## Werken
Gedichten:
- Menschliche Tragödie, 1893
- Mein goldenes Buch, 1901
- Mein blaues Buch, 1909
- Der kleine Rosengarten, 1911

Romans:
- Der letzte Hansbur, 1909
- Da hinten in der Heide, 1910
- Der Wehrwolf, 1910 *)
- Das zweite Gesicht, 1911

Overig proza (o.m. vertellingen):
- Mein grünes Buch, 1901
- Mein braunes Buch, 1906 *)
- Was da kreucht und fleucht, 1909
- Mümmelmann[2], 1909 *)
- Da draussen vor dem Tore, 1912
- Auf der Wildbahn, 1912
- Mein buntes Buch, 1913